# Прапор Мальтійського Ордену
Державний прапор Суверенного Військового Мальтійського Ордену — поряд з гербом та гімном є офіційним символом Мальтійського ордену.

## Опис прапора
Червоний прямокутний прапор з білим латинським хрестом. Він називається прапором Св. Іоанна і використовувався з найдавніших часів.

## Походження
В «Історії» Джузеппе Босіо (1589) є запис про те, що в 1130 папа Інокентій II видав розпорядження: «…Чернецтво має воювати під прапором з білим хрестом на червоному полі». Після булли папи Олександра IV (1259), що дозволяє воюючим лицарям носити червону мантію з білим хрестом, Орден став використовувати латинський хрест. У 1291 Орден перемістився з Ватикану на Кіпр. З цієї пори протягом наступних шести століть над кораблями установи майоріли лицарські прапори. В наші дні державний прапор майорить над Магістральними Палацом у Римі і супроводжує Великого Магістра і членів Суверенної Ради під час офіційних візитів.